# Cephalocereus columna-trajani
Cephalocereus columna-trajani là một loài thực vật có hoa trong họ Cactaceae. Loài này được (Karw. ex Pfeiff.) K.Schum. mô tả khoa học đầu tiên năm 1897.

## Hình ảnh

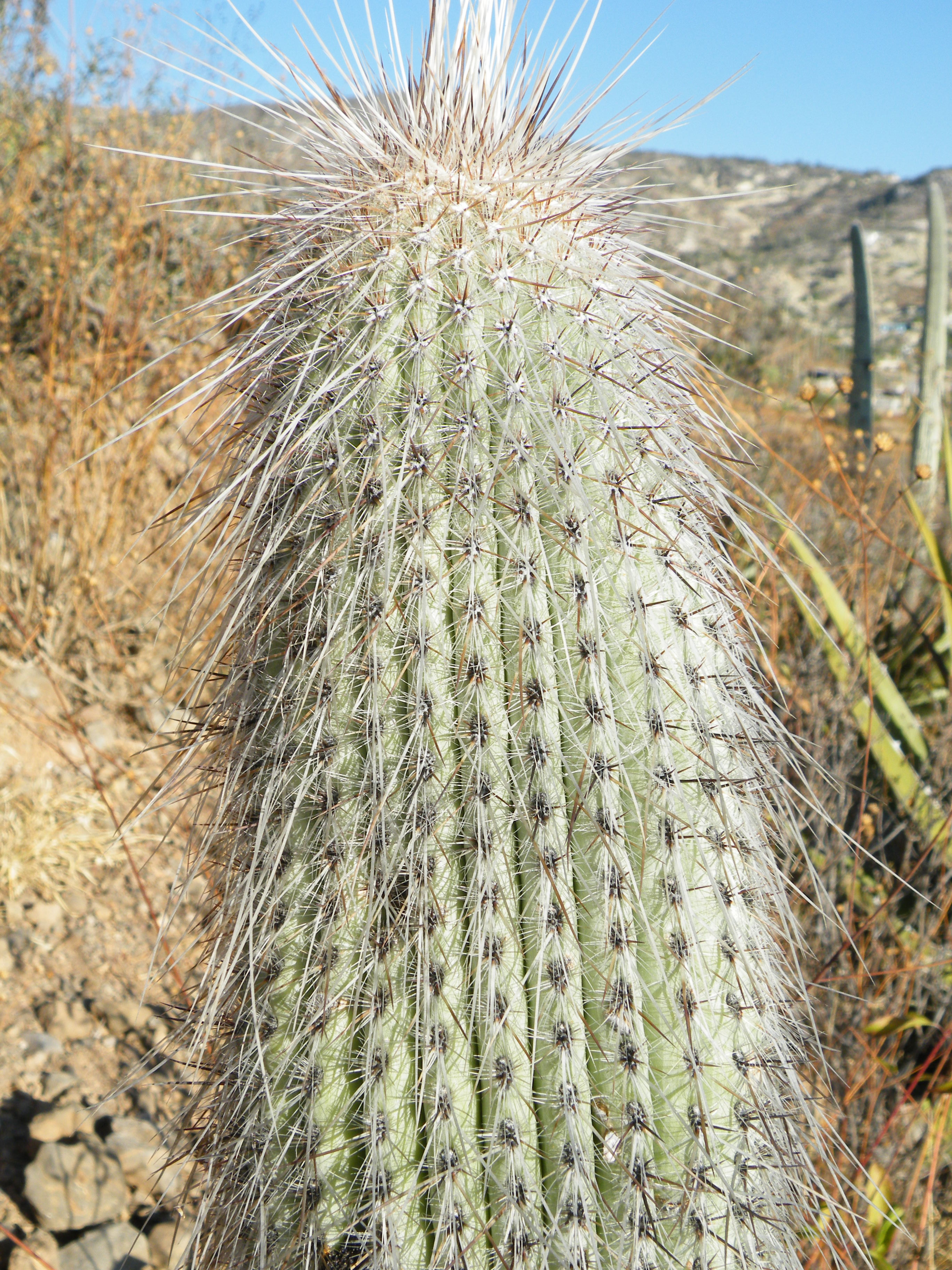
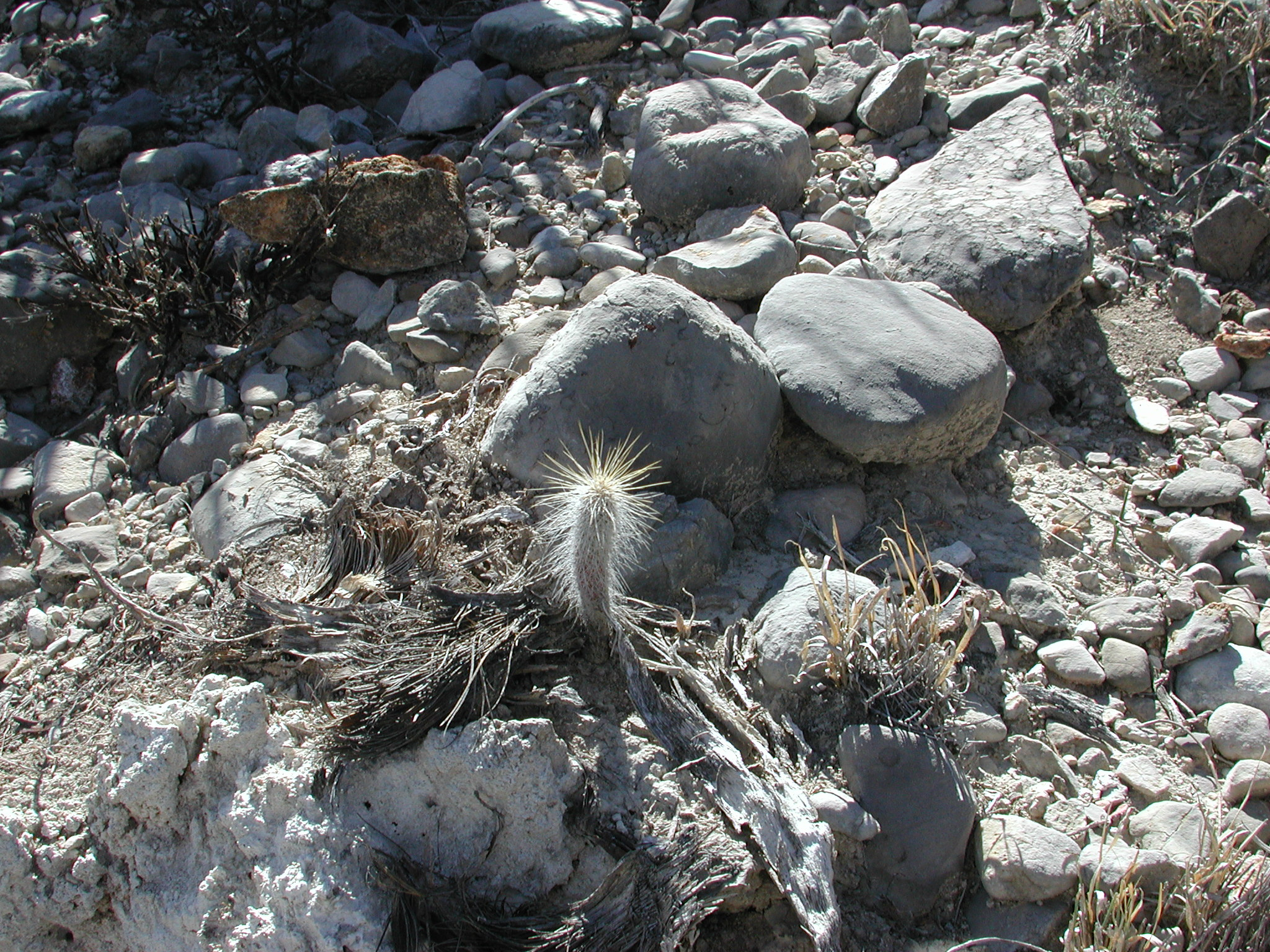
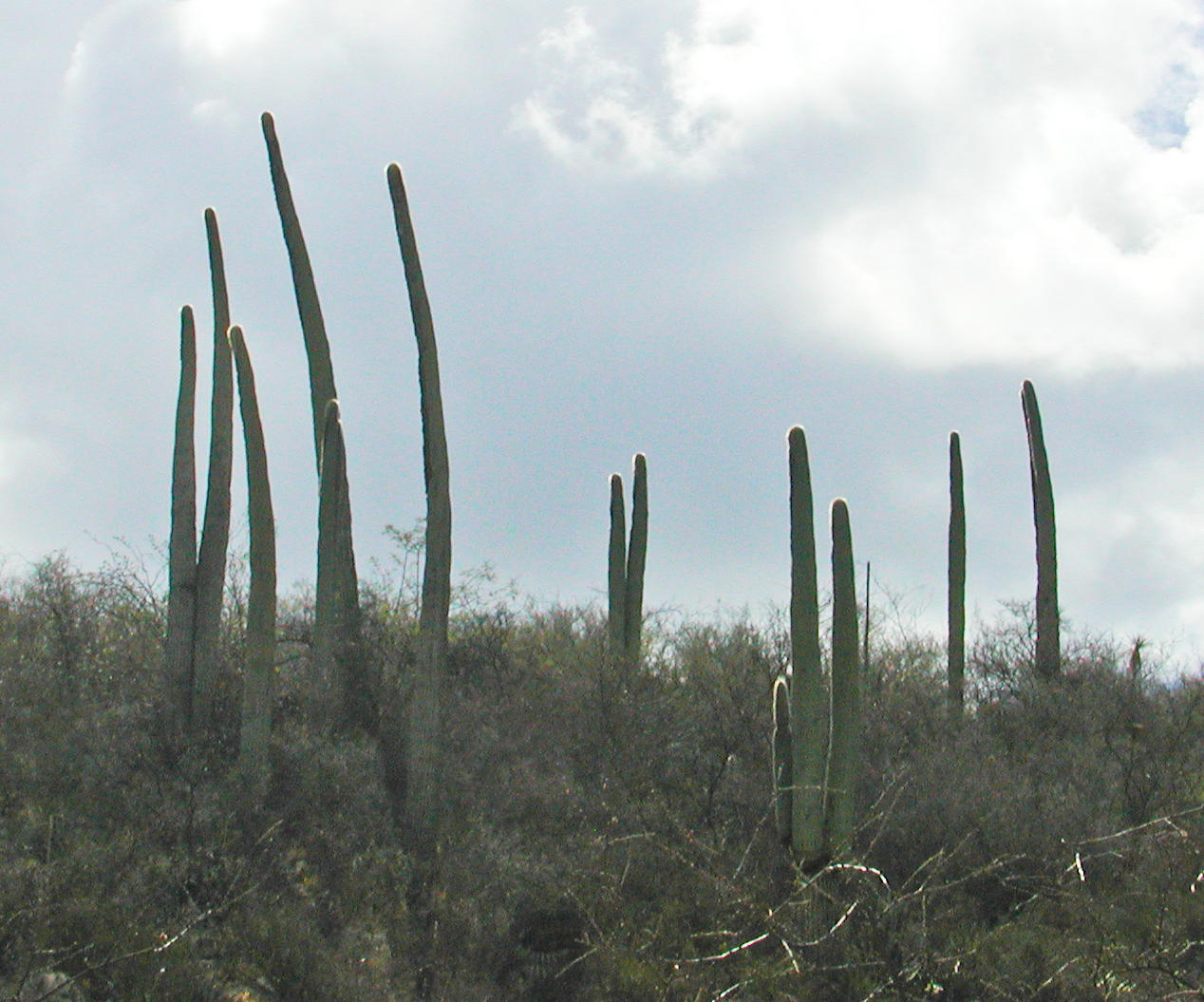
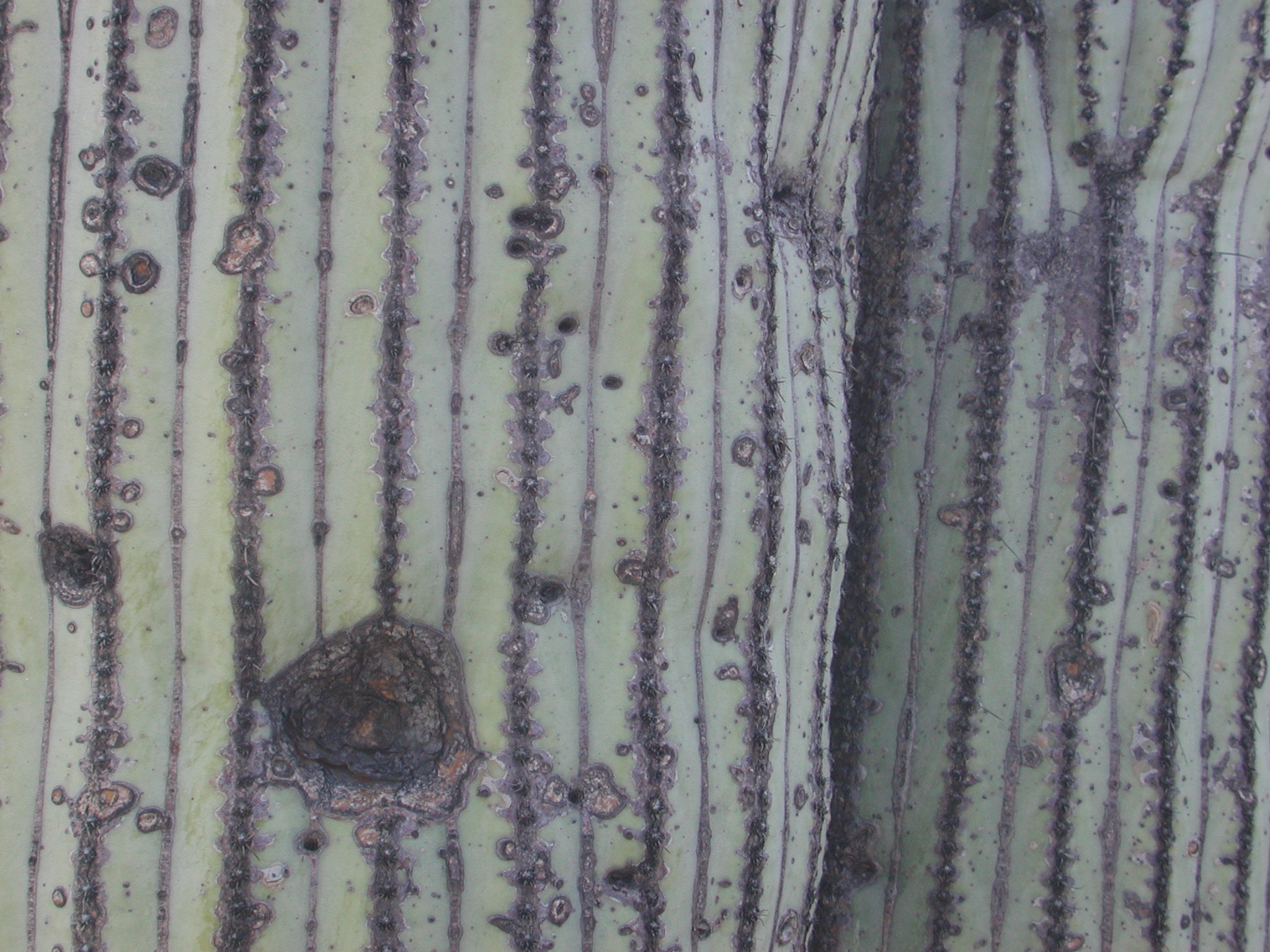